# Doryctes californicus
Doryctes californicus är en stekelart som beskrevs av Marsh 1969. Doryctes californicus ingår i släktet Doryctes och familjen bracksteklar. Inga underarter finns listade i Catalogue of Life.